# Diemlach
Diemlach ist ein Stadtteil und eine Katastralgemeinde der Stadtgemeinde Kapfenberg im Bezirk Bruck-Mürzzuschlag in Steiermark.

## Siedlungsentwicklung
Zum Jahreswechsel 1979/1980 befanden sich in der Katastralgemeinde Diemlach insgesamt 98 Bauflächen mit 170.902 m² und 44 Gärten auf 79.252 m², 1989/1990 gab es 94 Bauflächen. 1999/2000 war die Zahl der Bauflächen auf 390 angewachsen und 2009/2010 bestanden 124 Gebäude auf 400 Bauflächen.

## Bauwerke
Das Gebäude der Volksschule und des Kindergartens in Diemlach wurde vom Kapfenberger Architekten Ferdinand Schuster geplant, von 1952 bis 1954 errichtet und steht unter Denkmalschutz (Listeneintrag).

## Bodennutzung
Die Katastralgemeinde ist forstwirtschaftlich geprägt. 29 Hektar wurden zum Jahreswechsel 1979/1980 landwirtschaftlich genutzt und 136 Hektar waren forstwirtschaftlich geführte Waldflächen. 1999/2000 wurde auf 25 Hektar Landwirtschaft betrieben und 134 Hektar waren als forstwirtschaftlich genutzte Flächen ausgewiesen. Ende 2018 waren 17 Hektar als landwirtschaftliche Flächen genutzt und Forstwirtschaft wurde auf 136 Hektar betrieben. Die durchschnittliche Bodenklimazahl von Diemlach beträgt 35,2 (Stand 2010).

## Söhne und Töchter
- Karl Url (1934–2014), Landwirt und Politiker (ÖVP)